# Savònia del Sud
Savònia del Sud (Etelä Savo en finès i Södra Savolax en suec) és una regió (maakunta/landskap) de Finlàndia compresa a l'antiga província de Finlàndia Oriental. La ciutat més important és Mikkeli.

## Municipis
La regió de Savònia del Sud està dividida en 17 municipis, en negreta es marquen les ciutats.
| - Enonkoski - Heinävesi - Hirvensalmi - Joroinen - Juva - Kangasniemi - Mikkeli - Mäntyharju | - Pertunmaa - Pieksämäki - Puumala - Rantasalmi - Savonlinna - Sulkava |